# Stirlingův vzorec

Graf Stirlingova vzorce

Stirlingův vzorec (též Stirlingova formule) je nejznámější aproximací faktoriálu pro vysoké hodnoty argumentu. Stejně dobře jde vzorec použít i pro aproximaci gama funkce, která v podstatě představuje zobecnění faktoriálu a to na obor komplexních čísel. Je pojmenován po skotském matematikovi Jamesi Stirlingovi.
Stirlingův vzorec zní:
{\displaystyle n!=\Gamma (n+1)\approx {\sqrt {2\pi n}}\left({\frac {n}{e}}\right)^{n}}
Symbolu „přibližně“ je nutno rozumět tak, že asymptoticky platí:
{\displaystyle \lim _{n\to \infty }{\frac {n!}{{\sqrt {2\pi n}}\left({\frac {n}{e}}\right)^{n}}}=1}
S rostoucím {\displaystyle n} tedy Stirlingův vzorec procentuálně čím dál lépe aproximuje faktoriál. Absolutní odchylka faktoriálu a jeho Stirlingovy aproximace ovšem k nule nejde.
Představu o přesnosti tohoto vztahu si lze udělat z procentuální odchylky faktoriálu od Stirlingova vzorce. Tato odchylka je vždy kladná, tedy Stirlingův vzorec je vždy o něco menší než daný faktoriál. Z tabulky je patrné, že již pro {\displaystyle n=1} je odchylka docela malá. Pro {\displaystyle n=0} nemá Stirlingův vzorec smysl (není-li speciálně definována nula na nultou).
| n  | {\displaystyle \delta _{n!}} |
| -- | ---------------------------- |
| 1  | 7,7863 %                     |
| 2  | 4,0497 %                     |
| 5  | 1,6509 %                     |
| 10 | 0,8295 %                     |
| 20 | 0,4 %                        |
| 40 | 0,2 %                        |
| 60 | 0,1 %                        |
Stirlingův vzorec se používá hlavně při výpočtu limit, kde vystupuje faktoriál. Ve fyzice nalézá velké uplatnění ve statistické fyzice.

## Odvození
Nejlépe lze Stirlingův vzorec odvodit z definice funkce gama, platí totiž:
{\displaystyle n!=\Gamma (n+1)=\int _{0}^{\infty }x^{n}e^{-x}\,\mathrm {d} x=\int _{0}^{\infty }\exp(-x+n\ln x)\,\mathrm {d} x}
Argument v exponenciále nabývá maxima pro {\displaystyle x=n}, bude proto vhodné vůči tomuto bodu funkci aproximovat pomocí Taylorovy řady. První derivace je zde nulová, jelikož se jedná o maximum, druhá derivace je záporná a rovna {\displaystyle \textstyle -{\frac {1}{n}}}.
Dostáváme tedy:
{\displaystyle n!\approx \int _{0}^{\infty }\exp \left(n\ln n-n-{\frac {1}{2n}}(x-n)^{2}\right)\,\mathrm {d} x}
Kde první člen v exponenciále odpovídá funkční hodnotě v maximu, koeficient u kvadrátu je polovinou druhé derivace.
Další úpravou výrazu dostaneme:
{\displaystyle n!\approx \left({\frac {n}{e}}\right)^{n}\int _{0}^{\infty }\exp \left(-{\frac {1}{2n}}(x-n)^{2}\right)\,\mathrm {d} x={\sqrt {2n}}\left({\frac {n}{e}}\right)^{n}\int _{-{\sqrt {\frac {n}{2}}}}^{\infty }e^{-x^{2}}\,\mathrm {d} x}
Poslední integrovaná funkce nabývá vysokých hodnot pouze v okolí počátku, a proto můžeme předpokládat, že rozšířením integračního oboru na celá reálná čísla se nedopustíme velké chyby (zajímají nás případy, kdy je {\displaystyle n} velké).
Pak je poslední integrál Gaussův integrál a je roven {\displaystyle {\sqrt {\pi }}}. Po dosazení tedy konečně vychází:
{\displaystyle n!\approx {\sqrt {2\pi n}}\left({\frac {n}{e}}\right)^{n}}
Což je právě Stirlingův vzorec. Toto odvození je nutno brát s rezervou, nikde jsme totiž neodhadli chybu výpočtu.

## Za hranice klasického Stirlingova vzorce
Stirlingův vzorec je prvním členem asymptotického rozvoje gama funkce, tedy rozvoje, který dobře vystihuje chování faktoriálu v nekonečnu.
Chceme-li vystihnout chování faktoriálu v nekonečnu ještě lépe, je třeba použít i další členy asymptotického rozvoje gama funkce. Stirlingova asymptotická řada pro faktoriál má pak tvar:
{\displaystyle n!={\sqrt {2\pi n}}\left({n \over e}\right)^{n}\left(1+{1 \over 12n}+{1 \over 288n^{2}}-{139 \over 51840n^{3}}-{571 \over 2488320n^{4}}+\cdots \right).}
Tato řada umožňuje přinejmenším odhadnout chybu Stirlingovy formule, okamžitě vidíme, že velikost relativní chyby je pro velká {\displaystyle n} rovna {\displaystyle \textstyle {\frac {1}{12n}}}. Tento odhad relativní chyby velmi dobře odpovídá chybám uvedeným v tabulce.
Poznamenejme, že uvedená asymptotická řada bodově nekonverguje, pro určité pevné {\displaystyle n} se tedy od určitého členu začne součet řady vzdalovat od hodnoty, kterou má aproximovat. Vyšší členy mají tedy smysl hlavně pro velká {\displaystyle n}.